# 알글루코시다제 알파
알글루코시다제 알파(Alglucosidase alfa)는 미오자임(Myozyme) 등의 상품명으로 판매되는 효소대체요법(ERT) 희귀의약품으로, 희귀 리소좀 축적 질환(LSD)인 폼페병(제2형 글리코겐 축적 질환) 치료를 위해 개발되었다. 화학적으로 이 약물은 폼페병 환자에게 결핍되는 효소인 알파-글루코시다제의 유사체이다. 이 질환을 치료하는 최초의 약물이다.
2006년 4월 미국에서 미오자임(Myozyme)이라는 이름으로, 2010년 5월에는 루미자임(Lumizyme)이라는 이름으로 의료용으로 승인되었다.